# 高度プロフェッショナル制度
高度プロフェッショナル制度（こうどプロフェッショナルせいど）とは、高度な専門知識を有し一定水準以上の年収を得る労働者について、労働基準法に定める労働時間規制の対象から除外する仕組みである。略称は高プロ（こうプロ）。2019年（平成31年）4月の改正法施行により導入された。
高度の専門的知識等を有し、職務の範囲が明確で一定の年収要件を満たす労働者を対象として、労使委員会の決議及び労働者本人の同意を前提として、所定の措置を講ずることにより、労働基準法に定められた労働時間、休憩、休日及び深夜の割増賃金に関する規定を適用しない制度である（平成31年3月25日基発0325第1号）。年次有給休暇の規定は一般の労働者と同様に適用される。
なお以下では、労働基準法については条数のみ記す。

## 導入の経緯
2007年、第1次安倍内閣における労働ビッグバンでは、類似の仕組みであるホワイトカラーエグゼンプション制度を検討したが、過労死の懸念が強く示され、法案提出に至らなかった。
2014年4月22日、産業競争力会議雇用・人材分科会は、「個人と企業の成長のための新たな働き方」のひとつとして「高度なプロフェッショナルとして活躍するようなモデル」を提起した。この考え方は、「『ホワイトカラー・エグゼンプション』の拡大版」「『残業代ゼロ』制度」などと批判される中、同年5月28日の同会議で提案され、6月閣議決定された。
2015年4月3日、第189回国会に労働基準法等改正案が上程され、長時間労働抑制策や企画業務型裁量労働制見直しなどとともに高プロ新設が提案されたが、2017年9月審議未了・廃案となり導入に至らなかった。2018年4月6日第196回国会に提出された働き方改革関連法案に再度盛り込まれ成立、2019年4月より施行されることとなった。

## 内容
賃金、労働時間その他の当該事業場における労働条件に関する事項を調査審議し、事業主に対し当該事項について意見を述べることを目的とする労使委員会が設置された事業場において、当該委員会がその委員の5分の4以上の多数による議決により次に掲げる事項に関する決議をし、かつ、使用者が、厚生労働省令で定めるところにより当該決議を行政官庁（所轄労働基準監督署長。以下同じ）に届け出た場合において、対象労働者であって書面その他の厚生労働省令で定める方法によりその同意を得たものを所定の業務に就かせたときは、労働基準法第4章で定める労働時間、休憩、休日及び深夜の割増賃金に関する規定は、対象労働者については適用しない（第41条の2第1項）。なお年少者（満18歳未満の者）には高度プロフェショナル制度は適用されない（第60条）。
労使委員会で決議しなければならない事項は以下の通りである。適正な決議がなされていない場合、高度プロフェッショナル制度の法律上の効果は生じない（平成31年3月25日基発0325第1号）。また決議の内容は常時各作業場の見やすい場所へ掲示し、又は備え付けること、書面を交付することその他の厚生労働省令で定める方法によって、労働者に周知させなければならない（第106条）。
1. 対象業務
  - 高度プロフェッショナル制度の対象業務は、高度の専門的知識等を必要とし、その性質上従事した時間と従事して得た成果との関連性が通常高くないと認められる業務であり、具体的には、次に掲げる業務（当該業務に従事する時間に関し使用者から具体的な指示（業務量に比して著しく短い期限の設定その他の実質的に当該業務に従事する時間に関する指示と認められるものを含む。）を受けて行うものを除く。）であること（平成31年3月25日基発0325第1号）。
    - 金融工学等の知識を用いて行う金融商品の開発の業務
    - 資産運用（指図を含む。以下同じ。）の業務又は有価証券の売買その他の取引の業務のうち、投資判断に基づく資産運用の業務、投資判断に基づく資産運用として行う有価証券の売買その他の取引の業務又は投資判断に基づき自己の計算において行う有価証券の売買その他の取引の業務（ディーリング業務）
    - 有価証券市場における相場等の動向又は有価証券の価値等の分析、評価又はこれに基づく投資に関する助言の業務（アナリスト業務）
    - 顧客の事業の運営に関する重要な事項についての調査又は分析及びこれに基づく当該事項に関する考案又は助言の業務（コンサルタント業務）
    - 新たな技術、商品又は役務の研究開発の業務
2. 対象労働者の範囲
  - 決議において、次のいずれにも該当する労働者であって、当該事業場における高度プロフェッショナル制度の対象業務に就かせようとするものの範囲を定めなければならないものであること（平成31年3月25日基発0325第1号）。
    1. 職務が明確に定められていること
      - 使用者との間の合意に基づき職務が明確に定められていること。この「合意」の方法は、使用者が、次に掲げる事項を明らかにした書面に対象労働者の署名を受け、当該書面の交付を受ける方法（当該対象労働者が希望した場合にあっては、当該書面に記載すべき事項を記録した電磁的記録の提供を受ける方法）とすること。
        - 業務の内容
        - 責任の程度
        - 職務において求められる成果その他の職務を遂行するに当たって求められる水準

    2. 年収要件
      - 労働契約により使用者から支払われると見込まれる賃金の額を1年間当たりの賃金の額に換算した額が基準年間平均給与額の3倍の額を相当程度上回る水準として厚生労働省令で定める額以上であること。この「基準年間平均給与額」は、厚生労働省において作成する毎月勤労統計における毎月きまって支給する給与の額の1月分から12月分までの各月分の合計額とすること。また、「厚生労働省令で定める額」は、1,075万円とすること。
3. 対象業務に従事する対象労働者の健康管理を行うために当該対象労働者が事業場内にいた時間（この項の委員会が厚生労働省令で定める労働時間以外の時間を除くことを決議したときは、当該決議に係る時間を除いた時間）と事業場外において労働した時間との合計の時間（「健康管理時間」）を把握する措置（厚生労働省令で定める方法に限る。）を当該決議で定めるところにより使用者が講ずること
  - 健康管理時間を把握する方法は、タイムカードによる記録、パソコン等の電子計算機の使用時間の記録等の客観的な方法とすること。ただし、事業場外において労働した場合であって、やむを得ない理由があるときは、自己申告によることができること（平成31年3月25日基発0325第1号）。
4. 対象業務に従事する対象労働者に対し、1年間を通じ104日以上、かつ、4週間を通じ4日以上の休日を当該決議及び就業規則その他これに準ずるもので定めるところにより使用者が与えること。
5. 対象業務に従事する対象労働者に対し、次のいずれかに該当する措置を当該決議及び就業規則その他これに準ずるもので定めるところにより使用者が講ずること（選択的措置）。
  - 労働者ごとに始業から24時間を経過するまでに厚生労働省令で定める時間以上の継続した休息時間を確保し（勤務間インターバル）、かつ、第37条4項に規定する時刻の間において労働させる回数を1箇月について4回以内とすること。
  - 健康管理時間を、1週間当たりの健康管理時間が40時間を超えた場合におけるその超えた時間について、1ヶ月について100時間を超えない範囲内とすること又は3ヶ月について240時間を超えない範囲内とすること。
  - 1年に1回以上の継続した2週間（労働者が請求した場合においては、1年に2回以上の継続した1週間）（使用者が当該期間において、第39条の規定による有給休暇を与えたときは、当該有給休暇を与えた日を除く。）について、休日を与えること。
  - 1週間当たりの健康管理時間が40時間を超えた場合におけるその超えた時間が1ヶ月当たり80時間を超えた労働者又は申出があった労働者に健康診断（「臨時健康診断」）を実施すること。臨時健康診断は、労働安全衛生規則第44条1項1号から3号まで、5号及び8号から11号までに掲げる項目（同項第3号に掲げる項目にあっては、視力及び聴力の検査を除く。）並びに労働安全衛生規則第52条の4各号に掲げる事項の確認を含むものに限ること。
6. 対象業務に従事する対象労働者の健康管理時間の状況に応じた当該対象労働者の健康及び福祉を確保するための措置であって、当該対象労働者に対する有給休暇（第39条の規定による有給休暇を除く。）の付与、健康診断の実施その他の厚生労働省令で定める措置のうち当該決議で定めるものを使用者が講ずること（健康・福祉確保措置）。
  - 決議において、対象業務に従事する対象労働者の健康管理時間の状況に応じた当該対象労働者の健康・福祉確保措置であって、次に掲げる措置のうち当該決議で定めるものを使用者が講ずることを定めなければならないものであること。
    - 選択的措置として講ずることとした措置以外のもの
    - 健康管理時間が一定時間を超える対象労働者に対し、医師による面接指導（問診その他の方法により心身の状況を把握し、これに応じて面接により必要な指導を行うことをいい、労働安全衛生規則第66条の8の4第1項の規定による面接指導を除く。）を行うこと
    - 対象労働者の勤務状況及びその健康状態に応じて、代償休日又は特別な休暇を付与すること
    - 対象労働者の心とからだの健康問題についての相談窓口を設置すること
    - 対象労働者の勤務状況及びその健康状態に配慮し、必要な場合には適切な部署に配置転換をすること
    - 産業医等による助言若しくは指導を受け、又は対象労働者に産業医等による保健指導を受けさせること
7. 対象労働者のこの項の規定による同意の撤回に関する手続
8. 対象業務に従事する対象労働者からの苦情の処理に関する措置を当該決議で定めるところにより使用者が講ずること
9. 使用者は、この項の規定による同意をしなかった対象労働者に対して解雇その他不利益な取扱いをしてはならないこと。
10. 前各号に掲げるもののほか、厚生労働省令で定める事項
  - 決議の有効期間の定め及び当該決議は再度決議をしない限り更新されない旨
  - 労使委員会の開催頻度及び開催時期
  - 常時50人未満の労働者を使用する事業場である場合には、労働者の健康管理等を行うのに必要な知識を有する医師を選任すること。
  - 使用者は、次の1.~8．に掲げる事項に関する対象労働者ごとの記録及び9．に掲げる事項に関する記録を決議の有効期間中及び当該有効期間の満了後3年間保存すること。
    1. 本人同意及びその撤回
    2. 合意に基づき定められた職務の内容
    3. 支払われると見込まれる賃金の額
    4. 健康管理時間の状況
    5. 休日の確保の措置の実施状況
    6. 選択的措置の実施状況
    7. 健康・福祉確保措置の実施状況
    8. 苦情処理措置の実施状況
    9. 医師の選任

高度プロフェッショナル制度を労働者に適用するに当たっては、使用者は、次に掲げる事項を明らかにした書面に対象労働者の署名を受け、当該書面の交付を受ける方法（当該対象労働者が希望した場合にあっては、当該書面に記載すべき事項を記録した電磁的記録の提供を受ける方法）により、当該対象労働者の同意を得なければならない（平成31年3月25日基発0325第1号）。
- 対象労働者が同意をした場合には、労働時間、休憩、休日及び深夜の割増賃金に関する規定が適用されないこととなる旨
- 同意の対象となる期間及びこの期間中に支払われると見込まれる賃金の額

決議の届出をした使用者は、当該決議が行われた日から起算して6ヶ月以内ごとに、様式第14号の3により、健康管理時間の状況及び上記措置の実施状況について所轄労働基準監督署長に報告しなければならない（定時報告）。労使委員会の要件及び労使委員会において高度プロフェッショナル制度に係る決議以外に決議をすることができる事項については、企画業務型裁量労働制の労使委員会に準じるものであること（第41条の2第2項、3項、平成31年3月25日基発0325第1号）。

## 指針
厚生労働大臣は、対象業務に従事する労働者の適正な労働条件の確保を図るために、労使委員会が決議する事項について指針を定め、これを公表するものであること。また、決議をする労使委員会の委員は、当該決議の内容が指針に適合したものとなるようにしなければならないものであること。さらに、行政官庁は、指針に関し、決議をする労使委員会の委員に対し、必要な助言及び指導を行うことができるものであること（第41条の2第4項、5項、平成31年3月25日基発0325第1号）。現在、「労働基準法第41条の2第1項の規定により同項第1号の業務に従事する労働者の適正な労働条件の確保を図るための指針」（平成31年3月25日厚生労働省告示第88号）が公表されていて、労使委員会の委員は、当該決議の内容がこの指針に適合したものとなるようにしなければならない、とされる。

## 対象労働者に係る面接指導等
対象労働者であっても、一般の労働者と同様に労働安全衛生法による健康診断を実施しなければならないが、対象労働者には労働基準法上の「労働時間」という概念はないため、健康診断後の面接指導については一般の労働者と異なる取扱いが定められている。
事業者は、高度プロフェッショナル制度の規定により労働する労働者であって、その健康管理時間が当該労働者の健康の保持を考慮して厚生労働省令で定める時間を超えるものに対し、厚生労働省令で定めるところにより、医師による面接指導を行わなければならない（労働安全衛生法第66条の8の4第1項）。この規定に違反した者は、50万円以下の罰金に処せられる（労働安全衛生法第120条）。「厚生労働省令で定める時間」とは、1週間当たりの健康管理時間が40時間を超えた場合におけるその超えた時間について、1月当たり100時間とする（労働安全衛生規則第52条の7の4）。高プロ導入時に一般の労働者については面接指導の基準となる時間数が月当たりの時間外労働時間「100時間」から「80時間」に引き下げられたのに対し、高プロでは「100時間」が設定されている。また一般の労働者については労働者からの申出により面接指導を行うこととされているが、高プロでは要件に該当した場合労働者からの申出がなくても面接指導を行わなければならない。事業者は、この規定による医師の意見を勘案し、その必要があると認めるときは、当該労働者の実情を考慮して、職務内容の変更、有給休暇（労働基準法第39条の規定による有給休暇を除く。）の付与、健康管理時間が短縮されるための配慮等の措置を講ずるほか、当該医師の意見の衛生委員会若しくは安全衛生委員会又は労働時間等設定改善委員会への報告その他の適切な措置を講じなければならない（労働安全衛生法第66条の8の4第2項）。これらの労働者以外の対象労働者で健康への配慮が必要なものについては、厚生労働省令で定めるところにより、必要な措置を講ずるように努めなければならない（労働安全衛生法第66条の9）。
産業医を選任した事業者は、産業医に対し、厚生労働省令で定めるところにより、労働者の労働時間に関する情報その他の産業医が労働者の健康管理等を適切に行うために必要な情報として厚生労働省令で定めるものを提供しなければならないが（労働安全衛生法第13条4項）、この「情報」には、対象労働者について1週間当たりの健康管理時間が40時間を超えた場合におけるその超えた時間が1月当たり80時間を超えた労働者の氏名及び当該対象労働者に係る当該超えた時間に関する情報が含まれる（労働安全衛生規則第14条の2第1項）。この提供は、その超えた時間の算定を行った後、速やかに提供すること（労働安全衛生規則第14条の2第2項）。